# Regionale Industrialisierung
Das Konzept der regionalen Industrialisierung (entwickelt von Sidney Pollard) geht davon aus, dass sich im 18. und 19. Jahrhundert nicht ganze Nationalstaaten industrialisiert haben, sondern Wirtschaftsregionen. Denn die Region war die wesentliche operative territoriale Einheit für die Industrialisierung, die industrielle Revolution war ein regionales Phänomen. 
Eine Region ist ein Gebiet mittlerer Größe, dessen Einzelteile als zusammengehörig angesehen werden. Unabhängig ist eine Wirtschaftsregion von jeder Art politischer Grenze, da sich wirtschaftliche Entwicklungen wie die Industrialisierung nicht an Staatsgrenzen orientierten und sich die Wirtschaft auch noch heute nur wenig an politischen Grenzen orientiert.
Zwischen den Jahren 1800 und 1914 hat sich die Einwohnerzahl in Deutschland in etwa verdreifacht. Diese Zunahme verteilte sich jedoch nicht gleichmäßig auf alle Teile des Landes. Es gab einige Regionen in Deutschland mit sehr starkem dynamischen Wirtschaftswachstum, während andere fast unberührt von der Industrialisierung blieben.
Für den Historiker entsteht aus dieser Vorgabe das Problem, von politischen Grenzen losgelöste geeignete Daten für die Analyse historischer Prozesse zu mobilisieren. Von politischen Grenzen komplett unabhängige Daten sind nämlich in der Regel nicht vorhanden. Denn die Daten, mit deren Hilfe die wirtschaftliche Entwicklung einer Region beschrieben werden kann, stammten und stammen hauptsächlich aus den Zählungen staatlicher Institutionen (statistische Ämtern und Büros), und diese Zählungen wurden wiederum üblicherweise auf der Basis von staatlichen Verwaltungseinheiten durchgeführt, deren Grenzen durch die Politik festgelegt wurden.